# 오시코치노 미쓰네
오시코치노 미쓰네(일본어: 凡河内 躬恒)는 일본의 36가선중 한명이다. 백인일수에도 포함되어 있다. 헤이안시대 전기에 관인(官人)이자 가인(歌人)으로 활동했다. 출생에 대해선 알려진 바가 없으나, 일설에 의하면 아와지(淡路) 권연(権掾)이던 오시코치노 신리(凡河内諶利)의 자식 이라고도 한다. 간헤이(寛平)6년 (894년)에 가이(甲斐)의 권소목(権少目, 4등하급관)에 임명되었다. 엔기(延喜|えんぎ, 연희)7년 (907년)에는 단바(丹波)의 권대목(権大目, 4등상급관)으로 승급, 엔기 11년 (911년)에는 이즈미(和泉)의 권연이 되고, 엔기 21년 (921년)에는 아와지의 권연이 된다. 그러다 엔쵸(延長)3년 (925년)에 이즈미에서 객사하였다고 전해지나 자세하진 않다.
그는 엔기 5년 (905년)에 기노 쓰라유키(紀貫之)와 기노 도모노리(紀友則), 미부노 다다미네(壬生忠岑)와 공동으로 고킨와카슈(古今和歌集)를 편찬하기도 하였다. 하급관리로서 관직에 있었지만 궁정시인으로 그 명성이 자자했다고 전해진다. 궁정에 관련된 여러 와카 등이 전해지고 있다.
고킨와카슈에 58수(首), 그외 여타 촉센와카슈(勅撰和歌集)에 총 194수가 정리되어 있다.